# Csang Kaj-sek
Csang Kaj-sek (kínai írással: 蔣介石, angolos írásmóddal: Chiang Kai-shek, mandarin olvasatban: Jiang Jieshi, magyar átírásban Csiang Csie-si; Tajvanon ismertebb nevén Jiang Jongzheng, 蔣中正, ''Csiang Csung-cseng; Hszikou (Xikou), 1887. október 31. – Tajvan, 1975. április 5.) kínai politikus, katona.

## Pályafutása

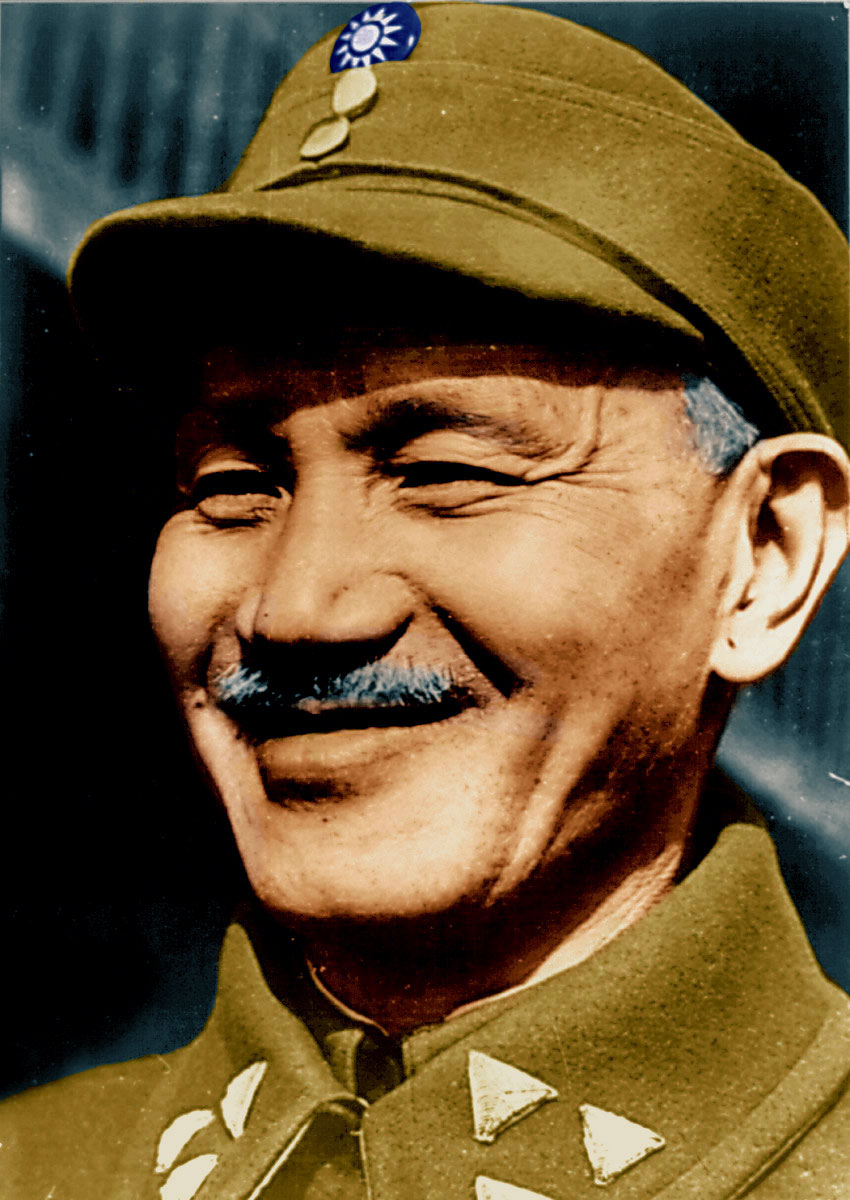
Csang Kaj-sek 1945-ben

Csang Kaj-sek falusi kereskedőcsaládban született a Csöcsiang (Zhejiang) tartománybeli Hszikou (Xikou) településen. A tokiói katonai akadémián tanult, ahol megismerkedett a három népi elven – nacionalizmuson, a nép jogain és a „népléten” – alapuló Egyesült Kínai Liga alapítójával, Szun Jat-szennel (Sun Yat-sen), a későbbi Kínai Köztársaság első elnökével. Az 1911-ben kirobbant katonai felkelés hírére hazatért Japánból, hogy az egyik köztársasági ezred irányítását átvegye. A forradalom jelentős társadalmi változásokat indított el Kínában (lemondott a császár, kikiáltották a köztársaságot, kihirdették az alkotmányt), és gyakorlatilag 1912 áprilisában véget ért.
Csang Kaj-sek 1923–1924-ben Moszkvában tartózkodott, és bár az ottani változások és módszerek tetszettek neki, a szovjet pártapparátuson belüli viszonyokat látva csalódottan tért haza Kínába. 1925-ben átvette a köztársasági csapatok feletti parancsnokságot és az 1912. augusztus 12-én megalakult Nemzeti Párt, a Kuomintang (Guomindang) jobbszárnyának vezetője lett. 1925 májusában kitört a sanghaji sztrájk, amelyre válaszul a Kuomintang (Guomindang) – félve a forradalom térnyerésétől – államcsínyt szervezett, amely elbukott. A forradalom részekre szabdalta Kínát: 1927-ben Csang Kaj-sek nemzeti kormányt alapított Nancsingban (Nankingban), miközben a kettészakadt Kuomintang (Guomindang) Vuhanba (Wuhanba) tette át székhelyét. Felesége, Szung Mej-ling (Soong Meiling) kedvéért áttért a kereszténységre, és hosszú évekre abszolút hatalom összpontosult a kezében.
1927 és 1931 között a polgárháború szabdalta országban – kezdeti sikeres hadjáratai után – többször is vereséget szenvedett, ráadásul Japán – kihasználva Kína meggyengülését – 1931-ben elfoglalta Mandzsúriát. Ez egységfrontba tömörítette a Mao Ce-tung (Máo Zédōng) és Csang Kaj-sek vezette erőket: 1936 és 1945 között közösen próbálták Északkelet-Kínát (azaz: Mandzsúriát) felszabadítani.
Időközben kitört a második világháború. Kína 1941-ben minden kapcsolatot megszakított a Harmadik Birodalommal és Olaszországgal, majd december 9-én hadat is üzent nekik, így Csang Kaj-sek a szövetségesek oldalán vehetett részt a párizsi békekonferencián. 1945-ben, Japán kapitulációját követően felbomlott a kommunisták és a nemzeti oldal szövetsége, a kínai hadsereg kettészakadt, kezdetét vette a harmadik polgárháború. Mao hadserege győzelmet győzelemre halmozott: 1948-ban elfoglalta Mandzsúriát, 1949 áprilisában elfoglalta Nancsingot (Nankingot), Csang Kaj-sek kormányának székhelyét, október 1-jén kikiáltották a Kínai Népköztársaságot. Csang Kaj-sek és maradék serege Tajvan (Taiwan) szigetére menekült. 1954-ben Csang Kaj-sek biztonsági szerződést kötött az Egyesült Államokkal. Csang Kaj-sek haláláig nem mondott le arról a tervéről, hogy fegyverrel foglalja vissza Kínát, annak ellenére sem, hogy az ENSZ 1971-ben kizárta Tajvant (Taiwant) tagállamai sorából, 1978-ban (Csang Kaj-sek halála után) pedig még a diplomáciai kapcsolatokat is megszakította vele. (Tajvan (Taiwan) ma sem tagja az ENSZ-nek).
Csang Kaj-sek diktatórikus tajvani uralma alatt a sziget gyors gazdasági fejlődésnek indult. Élete vége felé szívbetegséggel és veseelégtelenséggel küzdött, halála előtt tüdőgyulladást is kapott. 1975. április 5-én, 87 éves korában halt meg a veselégtelensége következtében.
Emlékére állították Tajpejben (Taibeiben) a Csang Kaj-sek-emlékcsarnokot.